# Surrender (The Chemical Brothers)
Surrender is het derde album van het Britse elektronica duo The Chemical Brothers. Het album kwam op 21 juni 1999 uit. Onder andere Noel Gallagher van Oasis, Hope Sandoval van Mazzy Star en Bernard Sumner van New Order zijn als gastzangers te horen op het album. Het album werd 2 keer platina gecertificeerd door de BPI op 30 september 2005.
De band The Sunshine Underground uit Leeds hebben hun bandnaam genomen van het zesde nummer van dit album.
Het nummer "Asleep from Day" werd gebruikt in een televisiecommercial van Air France in 1999 alsmede ook in een commercial voor de "White Sheet Campaign" van MADD Canada (Mothers Against Drunk Driving (Moeders tegen beschonken autorijden)). Ook werd het nummer gebruikt in de trailer van de film Cirque du Freak: The Vampire's Assistant uit 2009.

## Nummers
Alle muziek en teksten zijn geschreven door Tom Rowlands en Ed Simons. 
| 1.                 | Music: Response                     | 5:20 |
| 2.                 | Under the Influence                 | 4:16 |
| 3.                 | Out of Control (met Bernard Sumner) | 7:20 |
| 4.                 | Orange Wedge                        | 3:07 |
| 5.                 | Let Forever Be (met Noel Gallagher) | 3:56 |
| 6.                 | The Sunshine Underground            | 8:28 |
| 7.                 | Asleep from Day (met Hope Sandoval) | 4:47 |
| 8.                 | Got Glint?                          | 5:27 |
| 9.                 | Hey Boy Hey Girl                    | 4:51 |
| 10.                | Surrender                           | 4:30 |
| 11.                | Dream On (met Jonathan Donahue)     | 6:47 |
| Totale duur: 58:58 |                                     |      |

## Trivia
- Het nummer "Music: Response" bevat een sample van "Make It Hot" van Nicole Wray.
- Het nummer "The Sunshine Underground" bevat een sample van "Asian Workshop" van Jame Asher.
- Het nummer "Asleep from Day" bevat een sample van "Deep Blue Day".
- Het nummer "Got Glint?" bevat een sample van "Earthmessage" van Amplitude.
- Het nummer "Hey Boy Hey Girl" bevat een sample van "The Roof Is on Fire" van Rock Master Scott & the Dynamic Three

## Bezetting
- Tom Rowlands - Diskjockey
- Ed Simons - Diskjockey

## Album Top100
| "Surrender" in de Nederlandse Album Top 100 - binnen: 03-07-1999 | "Surrender" in de Nederlandse Album Top 100 - binnen: 03-07-1999 | "Surrender" in de Nederlandse Album Top 100 - binnen: 03-07-1999 | "Surrender" in de Nederlandse Album Top 100 - binnen: 03-07-1999 | "Surrender" in de Nederlandse Album Top 100 - binnen: 03-07-1999 | "Surrender" in de Nederlandse Album Top 100 - binnen: 03-07-1999 | "Surrender" in de Nederlandse Album Top 100 - binnen: 03-07-1999 | "Surrender" in de Nederlandse Album Top 100 - binnen: 03-07-1999 | "Surrender" in de Nederlandse Album Top 100 - binnen: 03-07-1999 | "Surrender" in de Nederlandse Album Top 100 - binnen: 03-07-1999 | "Surrender" in de Nederlandse Album Top 100 - binnen: 03-07-1999 | "Surrender" in de Nederlandse Album Top 100 - binnen: 03-07-1999 | "Surrender" in de Nederlandse Album Top 100 - binnen: 03-07-1999 | "Surrender" in de Nederlandse Album Top 100 - binnen: 03-07-1999 | "Surrender" in de Nederlandse Album Top 100 - binnen: 03-07-1999 | "Surrender" in de Nederlandse Album Top 100 - binnen: 03-07-1999 | "Surrender" in de Nederlandse Album Top 100 - binnen: 03-07-1999 |
| Week                                                             | 1                                                                | 2                                                                | 3                                                                | 4                                                                | 5                                                                | 6                                                                | 7                                                                | 8                                                                | 9                                                                | 10                                                               | 11                                                               | 12                                                               | 13                                                               | 14                                                               | 15                                                               | 16                                                               |
| ---------------------------------------------------------------- | ---------------------------------------------------------------- | ---------------------------------------------------------------- | ---------------------------------------------------------------- | ---------------------------------------------------------------- | ---------------------------------------------------------------- | ---------------------------------------------------------------- | ---------------------------------------------------------------- | ---------------------------------------------------------------- | ---------------------------------------------------------------- | ---------------------------------------------------------------- | ---------------------------------------------------------------- | ---------------------------------------------------------------- | ---------------------------------------------------------------- | ---------------------------------------------------------------- | ---------------------------------------------------------------- | ---------------------------------------------------------------- |
| Nummer                                                           | 23                                                               | 14                                                               | 19                                                               | 22                                                               | 21                                                               | 25                                                               | 37                                                               | 39                                                               | 43                                                               | 42                                                               | 43                                                               | 47                                                               | 59                                                               | 76                                                               | 83                                                               | 96                                                               |